# Daviess County (Indiana)
Daviess County ist ein County im US-Bundesstaat Indiana der Vereinigten Staaten. Der Verwaltungssitz (County Seat) ist Washington.

## Geographie
Das County liegt im Südwesten von Indiana, ist im Westen etwa 40 km von Illinois entfernt und hat eine Fläche von 1131 Quadratkilometern, wovon 16 Quadratkilometer Wasserfläche sind. Es grenzt im Uhrzeigersinn an folgende Countys: Greene County, Martin County, Dubois County, Pike County und Knox County.

## Geschichte
Daviess County wurde am 24. Dezember 1816 aus Teilen des Knox County gebildet. Benannt wurde es nach Joseph Hamilton Daviess, einem Colonel der US-Armee, der bei der Schlacht von Tippecanoe gefallen ist.
12 Bauwerke und Stätten des Countys sind im National Register of Historic Places eingetragen (Stand 31. August 2017).

## Demografische Daten

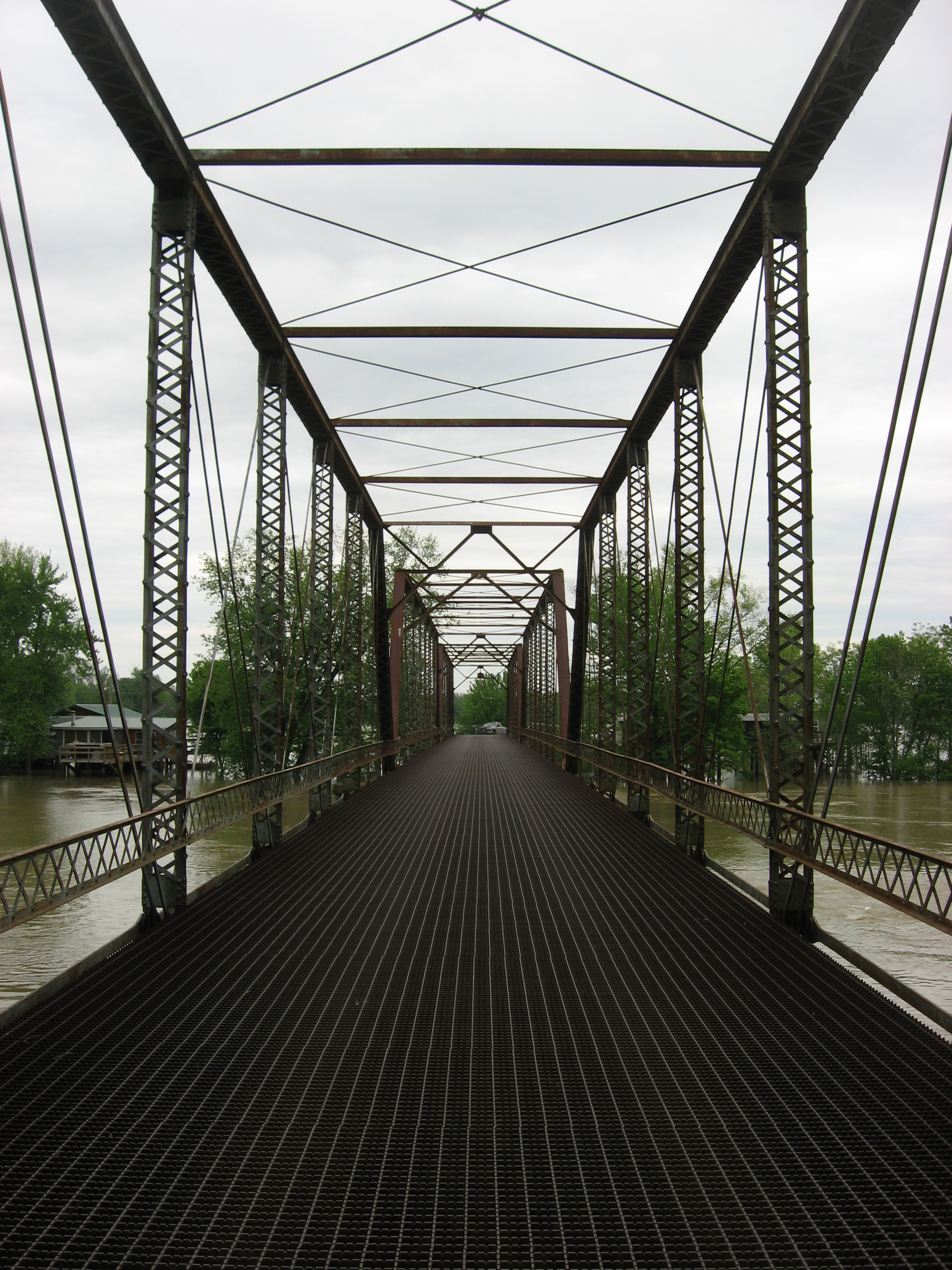
County Bridge No. 45, gelistet im NRHP

Nach der Volkszählung im Jahr 2000 lebten im Daviess County 29.820 Menschen in 10.894 Haushalten und 7.821 Familien. Die Bevölkerungsdichte betrug 27 Einwohner pro Quadratkilometer. Ethnisch betrachtet setzte sich die Bevölkerung zusammen aus 97,52 Prozent Weißen, 0,45 Prozent Afroamerikanern, 0,23 Prozent amerikanischen Ureinwohnern, 0,25 Prozent Asiaten, 0,02 Prozent Bewohnern aus dem pazifischen Inselraum und 0,99 Prozent aus anderen ethnischen Gruppen; 0,55 Prozent stammten von zwei oder mehr Ethnien ab. 2,08 Prozent der Bevölkerung waren spanischer oder lateinamerikanischer Abstammung.
Von den 10.894 Haushalten hatten 35,5 Prozent Kinder unter 18 Jahre, die mit ihnen im Haushalt lebten. 59,8 Prozent waren verheiratete, zusammenlebende Paare, 8,7 Prozent waren allein erziehende Mütter und 28,2 Prozent waren keine Familien. 25,0 Prozent waren Singlehaushalte und in 12,3 Prozent lebten Menschen mit 65 Jahren oder darüber. Die Durchschnittshaushaltsgröße betrug 2,69 und die durchschnittliche Familiengröße lag bei 3,24 Personen.
29,0 Prozent der Bevölkerung waren unter 18 Jahre alt, 8,6 Prozent zwischen 18 und 24, 26,2 Prozent zwischen 25 und 44 Jahre. 21,7 Prozent zwischen 45 und 64 und 14,6 Prozent waren 65 Jahre alt oder älter. Das Durchschnittsalter betrug 36 Jahre. Auf 100 weibliche Personen kamen 97,3 männliche Personen. Auf 100 Frauen im Alter von 18 Jahren und darüber kamen 93,6 Männer.
Das jährliche Durchschnittseinkommen eines Haushalts betrug 34.064 USD, das Durchschnittseinkommen der Familien 41.818 USD. Männer hatten ein Durchschnittseinkommen von 30.706 USD, Frauen 20.102 USD. Das Prokopfeinkommen betrug 16.015 USD. 9,6 Prozent der Familien und 13,8 Prozent der Bevölkerung lebten unterhalb der Armutsgrenze.

## Orte im County
- Alfordsville
- Black Oak
- Cannelburg
- Capehart
- Cornettsville
- Corning
- Cumback
- Elnora
- Epsom
- Farlen
- Glendale
- Graham
- Hudsonville
- Jordan
- Maysville
- Montgomery
- Odon
- Pennyville
- Plainville
- Raglesville
- South Washington
- Thomas
- Waco
- Washington

Townships
- Barr Township
- Bogard Township
- Elmore Township
- Harrison Township
- Madison Township
- Reeve Township
- Steele Township
- Van Buren Township
- Veale Township
- Washington Township